# Награды Чебоксар
Награды города Чебоксары — муниципальные награды столицы Чувашии — города Чебоксары.
К наградам города Чебоксары относятся:
- звание «Почётный гражданин города Чебоксары»;
- медаль «За заслуги перед городом Чебоксары»;
- юбилейная медаль «В память о 550-летии города Чебоксары»;
- Почётная грамота администрации города Чебоксары.

Городские награды являются формой поощрения граждан и организаций за заслуги в экономике, совершенствование системы городского самоуправления, жилищно-коммунального хозяйства, науке, культуре, спорте, искусстве, военной службе и иные заслуги перед городом Чебоксары.

## Перечень наград
| Изображение награды                 | Наименование награды                            | Дата учреждения                           | Правила награждения | Источник |
| Нагрудный знак Почётного гражданина | Звание «Почётный гражданин города Чебоксары»    | 18 июня 1980 года --- 08 апреля 1999 года | Звание «Почётный гражданин города Чебоксары» присваивается гражданам: - имеющим особые заслуги в развитии столицы Чувашской Республики, внесшим своей активной деятельностью большой вклад в культурное и экономическое развитие города; - уроженцам города Чебоксары, прославившимся трудовыми, культурными и общественно - политическими достижениями и пользующимися в связи с этим всеобщей известностью и уважением жителей города, Чувашской Республики и России. Звание присваивается ко Дню города решением Чебоксарского городского Собрания депутатов по представлению администрации города Чебоксары. Лицам, которым присвоено звание, в торжественной обстановке вручается удостоверение, лента и нагрудный знак «Почётный гражданин города Чебоксары». Почётные граждане города Чебоксары имеют право: - на безотлагательный прием руководителями администрации города и районов; - на внесение в городское Собрание депутатов и администрацию города предложений по вопросам благоустройства города, по социальным и другим вопросам; - на бесплатный проезд на внутригородском транспорте (кроме такси); - на бесплатное посещение театров, кинотеатров, Дома спорта, стадионов, музеев, выставок. | Решение Чебоксарского городского Собрания депутатов ЧР от 08 апреля 1999 №608 «О внесении изменений и дополнений в положение "О Почётном гражданине города Чебоксары"» --- |
|                                     | Медаль «За заслуги перед городом Чебоксары»     | 06 марта 2014 года                        | Медаль «За заслуги перед городом Чебоксары» является муниципальной наградой. Основаниями для награждения медалью являются: - особые заслуги в общественной жизни города и в развитии местного самоуправления города Чебоксары; - большой вклад в социальное и экономическое развитие города Чебоксары; - большой вклад в обеспечение законности, правопорядка, прав и свобод граждан на территории города Чебоксары; - продолжительная и безупречная работа в области науки, культуры, физической культуры и спорта, образования, здравоохранения, социальной защиты населения на территории города Чебоксары; - выдающийся вклад в повышении известности и авторитета города Чебоксары в Российской Федерации и за рубежом; - мужество, смелость и отвага, проявленные при спасении людей во время стихийных бедствий, пожаров, катастроф и других чрезвычайных обстоятельствах; - активное участие в благотворительной деятельности. Медалью могут быть награждены граждане Российской Федерации, иностранные граждане, организации и предприятия независимо от их организационно-правовой формы и расположенные как на территории Российской Федерации, так и за её пределами.                                 | Решение Чебоксарского городского Собрания депутатов от 06 марта 2014 года №1340 «Об утверждении положения "О награждении медалью "За заслуги перед городом Чебоксары"» --- |
|                                     | Почётная грамота администрации города Чебоксары | 29 декабря 2001 года                      | Награждение Почётной грамотой администрации города Чебоксары производится за особый личный вклад в социальное, экономическое, культурное развитие города Чебоксары, является одним из важнейших моральных стимулов и призвано способствовать повышению трудовой и общественной активности граждан. Почётной грамотой награждаются граждане Чувашской Республики, субъектов Российской Федерации, других государств своим трудом заслужившие широкую известность благодаря личному вкладу в развитие города. Почётной грамотой также могут быть награждены предприятия, учреждения, организации, общественные объединения и районы города Чебоксары. Представление к награждению Почётной грамотой производится не ранее, чем через 3 года после поощрения Почётной грамотой администрации района города Чебоксары. Отдел делопроизводства администрации города ведёт учёт награждённых Почётной грамотой. | Постановление главы администрации города Чебоксары от 29 декабря 2001 года №141 «О Почётной грамоте администрации города Чебоксары»                                        |

### Юбилейные медали
| Изображение награды | Наименование награды                                     | Дата учреждения     | Правила награждения | Источник |
|                     | Юбилейная медаль «В память о 550-летии города Чебоксары» | 14 марта 2019 года  | Юбилейная медаль «В память о 550-летии города Чебоксары» является муниципальной наградой и учреждена для награждения граждан в рамках празднования 550-летия со дня основания города Чебоксары. Основаниями для награждения граждан медалью являются: - особые заслуги в общественной жизни города и в развитии местного самоуправления города Чебоксары; - большой вклад в социальное и экономическое развитие города Чебоксары; - продолжительная и безупречная работа в области образования, науки, культуры, физической культуры и спорта, благотворительной и иной деятельности для развития города Чебоксары. Награждение юбилейной медалью не связывается с фактом рождения удостоенных лиц в городе Чебоксары или проживания на его территории. | Решение Чебоксарского городского Собрания депутатов от 14 марта 2019 года № 1572 «О юбилейной медали "В память о 550-летии города Чебоксары"» ---  |
|                     | Юбилейная медаль «В память о 555-летии города Чебоксары» | 23 апреля 2024 года | Юбилейная медаль «В память о 555-летии города Чебоксары» учреждена в честь 555-летия со дня основания города Чебоксары в целях поощрения граждан, обеспечивших своим трудом, государственной, общественно-политической, научной, образовательной, культурной, спортивной, благотворительной и иной деятельностью социально-экономическое развитие города Чебоксары, личная деятельность которых оказала значительное влияние на развитие столицы Чувашии, благосостояние его жителей, способствовала повышению престижа и авторитета города. Юбилейной медалью награждаются: - жители города Чебоксары — участники Великой Отечественной войны 1941—1945 годов; - жители города Чебоксары, награждённые орденами и медалями СССР за самоотверженный, доблестный труд в период Великой Отечественной войны 1941—1945 годов; - труженики тыла, проработавшие в период Великой Отечественной войны 1941—1945 годов в городе Чебоксары не менее шести месяцев; - депутаты Чебоксарского городского Собрания депутатов; - члены Общественного совета муниципального образования город Чебоксары; - другие отличившиеся граждане. | Решение Чебоксарского городского Собрания депутатов от 23 апреля 2024 года № 1590 «О юбилейной медали "В память о 555-летии города Чебоксары"» --- |